# Iconcrash
Iconcrash — electrorock/darkwave группа из Хельсинки, Финляндия, основанная вокалистом Яани Пеуху. На данный момент членами группы также являются Arttu Juntunen (клавишные и бэк-вокал), Riku-Niilo Mattila (бас-гитара), Matti Toivonen (гитара) и Oskari Vilmunen (ударные).
Первый мини-альбом Iconcrash был выпущен в 2004 году совместно с финской группой Viola. Альбом состоял из четырёх треков (по два от каждого коллектива). Ранне в 2003 году был выпущен промосингл «Happy?».
Весной 2005 года вышел первый альбом — «Nude», в записи и сведении которого принимал участие звукоинженер Ray Staff известный по работе с такими группами как Led Zeppelin, The Rolling Stones, The Clash и Black Sabbath.
Второй альбом «Enochian Device» был выпущен весной 2010 в сотрудничестве со студией звукозаписи Dynasty Recordings и EMI Finland. О процессе создания альбома музыканты рассказывают в своем блоге  Iconcrash : Enochian Devices . Синглы «Strange, Strange Dark Star» и «Everlasting» прозвучали на радио и достигли высших позиций в чартах YleX. «Strange, Strange Dark Star» так же появилась в фильме Клайва Баркера «Полуночный поезд с мясом», ремикс на которую сделал Джастин Ларсен (Lady Gaga, Linkin Park, Nine Inch Nails) и три песни прозвучали в «Blackout» — фильме Petteri Summanen.
Inkeroinen, третий альбом группы, был выпущен в сентябре 2011 на Dynasty Recording. Чуть больше полугода альбом записывался на «Sonic Pump» в Хельсинки, «Miloco Music Box» в Лондоне, особняке «Magnusborg» в Порвоо и «Ten Studios» в Стокгольме. Кроме того, многие профессионалы внесли свой вклад в создание альбома. В том числе Ли Слэйтер (The Vaccines, 30 Seconds to Mars, Kylie Minogue, Glasvegas), Артту Пельо (Chisu, Disco Ensemble, Sunrise Avenue, Jenni Vartiainen), Антти Эракангас (Lauri, Von Hertzen Brothers, The Rasmus) и Сампо Хаапаниеми (Egotrippi, Teleks, Johanna Kurkela). Видео на песню «Stockholm» было в ротации на Voice Tv и MTV Finland.
Весной 2012 Iconcrash успешно выступили на «UMK-competition» — конкурсе за право представлять Финляндию на Евровидении. С песней «We Are The Night» группа дошла до финала и выступила в «Ice Hall» в Хельсинки перед полумиллионом людей. Песня также звучала на радио и вошла в топ «YleX» и звучала на «Estonian Radio 2».
Помимо Финляндии, группа выступала в Англии, России, Центральной Европе, странах Балтики и США. Iconcrash также выступали с такими группами, как My Chemical Romance, Kaiser Chiefs, The White Lies, Anathema, Royal Republic и Atari Teenage Riot.
На данный момент по сообщению Яани Пеуху группа работает над новым альбомом, выход которого назначен на 2016-2017 год.

## Состав

### Текущий состав
- Яани Пеуху (Jaani Peuhu) — вокал, гитара
- Артту Юнтунен (Arttu Juntunen) — клавишные, бэк-вокал
- Матти Тойвонен (Matti Toivonen) — гитара
- Оскари Вильмунен (Oskari Vilmunen) — ударные
- Рику-Ниило Матилла (Riku-Niilo Matilla) — бас-гитара

### Бывшие участники
- Реко Ахо (Reko Aho) — ударные
- Яни Марьониеми (Jani Marjoniemi)— бас-гитара
- Рику Куукка (Riku Kuukka) — гитара
- Ану Тукева (Anu Tukeva) — клавишные, бэк-вокал
- Йессе Вало (Jesse Valo) — бас-гитара

## Viola loves Iconcrash EP
«Viola Loves Iconcrash EP» — первый мини-альбом, записанный совместно с группой Viola и выпущенный 2 ноября 2004 года. Был записан на лейблах Futurecords и If Society. На данном EP представлены песни жанра Electronic в Indie-rock и Synth-pop стиле.

### Треки
1. «Loveghost» — 3:42 (Музыка и текст — Яани Пеуху)
2. «Violentia» — 4:11 (Музыка — Эса Микконен и Рику Карккаайнен, текст — Рику Карккаайнен)
3. «Lovelights» — 3:54 (Музыка — Эса Микконен и Рику Карккаайнен, текст — Рику Карккаайнен)
4. «Chains Around My Heart» — 3:36 (Музыка и текст — Яани Пеуху)

## Nude
«Nude» — первый полноформатный альбом группы Iconcrash, выпущенный 16 марта 2005 года на лейбле Futurecords. Стиль музыки группы изменился и приобрёл характерное звучание Alternative rock, Industrial и Gothic Rock.
Над альбомом работали:
- Яни Марьйниеми (Jani Marjoniemi)— бас-гитара, бэк-вокал
- Реко Ахо (Reko Aho) — ударные
- Рику Куукка (Riku Kuukka) — гитара, клавишные
- Яани Пеуху — вокал, тексты, гитара, ударные, клавишные, бас-гитара, перкуссия, пианино

### Треки
1. «St. Michael» — 1:54
2. «Heaven's Map» — 3:53
3. «Ocean» — 5:29
4. «The Lovers» — 4:08
5. «4» — 6:11
6. «Swanlike» — 7:38
7. «The Knife» — 6:41
8. «Chains Around My Heart (Again)» — 5:54
9. «Concordia» — 9:22
10. «Her Violence» — 4:01

### Синглы
1. «The Lovers» (2005)

## Enochian Devices
«Enochian Devices» — второй альбом группы Iconcrash, выпущенный 26 мая 2010 года на лейбле Dynasty Recording, принадлежавшему группу The Rasmus. Альбом записан в жанрах Electronic, pop и rock с присутствием Darkwave звучания.

### Треки
1. «Initium» — 1:26
2. «Strange, Strange Dark Star» — 3:40
3. «Mission» — 5:22
4. «Lullaby For Nicole» — 5:22
5. «Everlasting» — 3:38
6. «Chaos» — 5:31
7. «Never Ever» — 3:36
8. «Sleeper» — 3:32
9. «Eye Of The Storm» — 4:14
10. «Fiery Serpents» — 5:31
11. «The River» — 4:00
12. «Faith» — 6:54

### Синглы
- «Strange, Strange Dark Star» (2009)
- «Everlasting» (2009)
- «Sleeper» (2010)
- «Never Ever» (2010)

## Inkeroinen
«Inkeroinen» — третий альбом группы Iconcrash, выпущенный 14 сентября 2011 года на лейбле Dynasty Recording. Также существует переиздание альбома, которое появилось 29 февраля 2012 года, оно включает в себя песню «We Are The Night», с которой группа выступала на отборочном туре Евровидения.

### Треки
1. «Zeros And Ones» — 3:50
2. «Dangerous» — 3:16
3. «Doomsday Disco» — 3:45
4. «Your Empire» —     3:52
5. «Love Like Mercury» —     5:01
6. «Stockholm» — 3:50
7. «Delete» — 3:35
8. «The Queen Of Our Hearts» — 4:49
9. «Hunters And Lovers» —     3:56
10. «Sixty Seconds» —     7:12
11. «We Are The Night» (Bonus Track) — 3:00

### Синглы
- «Delete» (2011)
- «Stockholm» (2011)
- «We Are The Night» (2012)

## Сборники
- Kunigunda Lunaria Songs vol.4 (2005)[8] — «The Lovers»
- Asian Billboard Promo Released (2005) — «The Lovers»
- Clive Barker’s The Midnight Meat Train Soundtrack Album (2008)[9] — «Strange, Strange Dark Star» (Justin Lassen Remix)
- Mama Trash Family Artists vol.2: In Trash We Trust (2008)[10] — «Lullaby For Nicole»
- Blackout Soundtrack (2008)[11] — «Faith»
- «Herbert The Misanthropical Fly Remixes» (2011)[12] — «He Who Has A Dream (Iconcrash Remix)»
- «UMK Compilation Released» (2012) — «We Are The Night»